# (33616) 1999 JR64
1999 JR64 (asteroide 33616) é um asteroide da cintura principal. Possui uma excentricidade de 0.04288570 e uma inclinação de 14.95799º.
Este asteroide foi descoberto no dia 10 de maio de 1999 por LINEAR em Socorro.